# SAKIYA REMIXED WORKS vol.1 夏
『SAKIYA REMIXED WORKS vol.1 夏』（サキヤ・リミックスト・ワークス・ヴォリューム・ワン・なつ）は、崎谷健次郎の通算1枚目のベスト・アルバム。1991年7月3日に発売された。

## 概要
1〜4枚目のオリジナル・アルバムの中から、「夏」をテーマに選曲し、編曲・再構成したリミックス・ベスト・アルバム。
プロデュースは、崎谷健次郎。
ミックスダウンは、ニューヨークのスタジオで行なわれた。
CDジャケットは、神奈川県・猿島にて撮影が行なわれた。
ポニーキャニオン・ダウンロードサイト「CD-COKKEE」にて、2009年3月度に3位を記録した。
音楽配信サービスでは、1曲目の「ONE THOUSAND KISSES」、10曲目の「THIS TIME(12INCH VERSION)」の2曲が配信されていない。

## 収録曲
1. ONE THOUSAND KISSES
2. St.ELMOS FIRE〜幻の光
3. 夏の午后
4. ラベンダーの中で
5. KISSの花束
6. 太陽の傍で
7. 思いがけないSITUATION
8. アクリル色の微笑
9. LAUGHTER IN THE RAIN
10. THIS TIME(12INCH VERSION)
11. MELODY
12. SATELLITE OF LOVE
13. 夏のポラロイド